# Paulette Poujol-Oriol
Paulette Poujol-Oriol, née le 12 mai 1926  à Port-au-Prince et morte le 11 mars 2011 est une écrivaine, féministe et éducatrice haïtienne. Elle a été reconnue comme l'une des principales figures littéraires d'Haïti ainsi que l'une des actrices les plus dynamiques du mouvement féministe haïtien. Elle a fondé Picolo Teatro, une école d'arts du spectacle pour enfants.

## Petite enfance et éducation
Paulette Poujol est née à Port-au-Prince en 1926 dans un milieu socio-économique privilégié, de Joseph Poujol, actif dans les affaires et le théâtre, et d'Augusta Auxila Sa famille a déménagé à Paris alors qu'elle avait moins d'un an, puis est retournée en Haïti quand Paulette Poujol était âgée de six ans. Son père a fondé à Haïti l'Institut Commercial Joseph Poujol, un établissement d'enseignement. Paulette Poujol a étudié à l'École Normale Supérieure de Port-au-Prince et plus tard au London Institute of Commerce and Business Administration en Jamaïque.

## Carrière
Dès son plus jeune âge, grâce aux encouragements de son père, elle s'intéresse à la culture, en particulier à la littérature classique française et au théâtre. En 1949, elle intègre la Société Nationale d'Art Dramatique (SNAD) qui se produit au Rex Théâtre. Elle enseigne ensuite les langues, puis le théâtre, dans l'école de son père, puis au collège Saint François d'Assise où elle reste 14 ans. Elle a été associée pendant de nombreuses années à l'École Nationale de Jardinières d'Enfants de Marie-Thérèse Colimon-Hall. Elle a enseigné au Département Théâtre de l'École Nationale des Arts, qu'elle a dirigé de 1983 à 1991, assurant également des missions d'enseignement à l'Université Quisqueya. Elle a fondé et dirigé le Piccolo Teatro, établissement d'enseignement du théâtre destiné aux enfants,.

## Engagement féministe
Féministe, pendant 50 ans, elle s'est associée à plusieurs organisations féminines, dont la Ligue Féminine d'Action Sociale, dont elle a été la présidente de 1997 jusqu'à sa mort,. Elle a été membre fondatrice du Club des femmes de carrière libérale et commerciale et, en 1994, de l'Alliance des femmes haïtiennes, un organisme coordonnant le travail d'une cinquantaine d'organisations féministes.

## Littérature
Ses œuvres littéraires se concentrent principalement sur les problèmes sociaux et économiques à Haïti Inspirée en partie par les classiques français, notamment les écrits d'Emile Zola, Guy de Maupassant, Honoré de Balzac et Alexandre Dumas, elle transpose La Comédie humaine de Balzac dans le contexte d'Haïti ; elle s'intéresse particulirement à la représentation            des interactions entre des individus appartenant à des milieux divers. Son roman en langue française, Le creuset, et les nouvelles du recueil La fleur rouge comportent des passages significatifs en créole haïtien. Dans Le creuset (1980), considéré par beaucoup comme la meilleure de ses œuvres, elle retrace la vie d'une famille haïtienne pendant plus d'un siècle. Alors que le roman évoque un certain nombre d'histoires d'amour, il excelle dans la présentation des difficultés sociales à Haïti, difficultés liées à la race, aux préjugés, aux conditions d'éducation et à la condition des femmes. Le recueil de nouvelles de Poujol-Oriol, La fleur rouge écrit en 1988, présente des histoires de personnalités haïtiennes en quête de fortune. Sa nouvelle La fleur rouge qui remporte le prix RFI-Le Monde pour la "Meilleure Nouvelle de Langue Française" est rééditée dans la Revue des deux Mondes en juillet 1994 et reçoit un succès considérable. Il a été traduit en anglais et en espagnol.

## Vie privée
Poujol-Oriol s'est mariée deux fois. Du premier mariage, elle a eu un fils, Georges Michel, médecin, et une fille, Claudine Michel, professeur à l'université de Californie à Santa Barbara. Après son divorce, elle a épousé Marc Oriol. Elle est décédée d'une crise cardiaque en mars 2011 à Port-au-Prince,.

## Œuvres choisies
En plus de nombreux articles de revues, dont des commentaires sur la constitution haïtienne et la place de la femme dans la société, ses publications comprennent :
- 1980, Le creuset (The Crucible), roman, Editions Deschamps, lauréat du prix Henri Deschamps 1980
- 1992, La fleur rouge, recueil de nouvelles, la nouvelle titre ayant remporté le prix Le Monde de la nouvelle francophone en 1988
- 1996, Le passage, roman, traduit en anglais sous le titre Vale of Tears (2006) [11]
- 2008, Madan Marye et sept autres nouvelles, nouvelles [7]

Elle a également écrit une pièce de théâtre inédite, Trou-Soleil.
D'autres publications comprennent "La femme haïtienne dans la littérature : problèmes de l'écrivain" (The Journal of Haitian Studies 3/4, 1996 – 1998); "Petite histoire du théâtre en Haïti" (Conjonction 207 (2002): 7 – 13; "Pour Jacques Roche: Acta, Non Verba » (La Revue des études haïtiennes 11.2, automne 2005) ; Ma rencontre avec Jacques Roumain, Mon Roumain à moi (Port-au-Prince : Presses nationales d'Haïti, 2007).

## Récompenses
- 1980, Prix Littéraire Henri Deschamps (seulement la deuxième femme à recevoir le prix) [6]
- 1988, prix Le Monde de la nouvelle de langue française (onzième concours de la meilleure nouvelle de langue française) [5]
- 1995, Prix Jacques-Stephen Alexis, troisième prix pour sa nouvelle Madan Marié [4]
- 2001, Prix Gouverneur de la rosée du livre et de la littérature, décerné par le ministère haïtien de la Culture [4]
- 2005, prix à la Conférence Caraïbes et Amérique Latine sur les Femmes et la Citoyenneté pour sa contribution au mouvement des femmes haïtiennes [1].